# Nienhäger See
Der Nienhäger See ist ein See im Gemeindegebiet von Lohmen im Landkreis Rostock in Mecklenburg-Vorpommern innerhalb des Naturparks Sternberger Seenland. Der namensgebende Ortsteil Nienhagen liegt knapp 200 Meter südöstlich des Ufers. Der See wird von Ost nach Nordwest von der Bresenitz durchflossen. Im Südwesten mündet ein weiterer Graben ein.
Das 9,5 Hektar große Gewässer bildet bei einer maximalen Tiefe von knapp einem Meter keine Temperaturschichtung aus. Die maximalen Ausdehnungen der Wasseroberfläche betragen 330 × 390 Meter. In einer Veröffentlichung zum Naturpark aus dem Jahr 2011 ist ein eutropher, also nährstoffbelasteter Zustand verzeichnet.
Der Nienhäger See ist von einem breiten Schilf- und Verlandungsgürtel umgeben. Im und am Gewässer wurden die Rohrdommel, der Steinbeißer und der Bitterling nachgewiesen.

## Trivia
Der Nienhäger See ist der Handlungsort einer Sage. Nach ihr sollen Heiden zwei Glocken des Klosters Dobbertin in ihm versenkt haben. Lange Zeit waren sie unauffindbar, bis sie sich regelmäßig an der Wasseroberfläche zeigten, bei Annäherung jedoch wieder in der Tiefe verschwanden. Als die Kirchenglocken eines Tages am Ufer standen, war es unmöglich, sie mittels vier vor einen Wagen gespannten Pferden nach Nienhagen zu bringen. Zwei Ochsen eines Bauern, der die Glocken nach Dobbertin zu bringen beabsichtigte, zogen die Ladung mit Leichtigkeit.